# サウス・アバコ
サウス・アバコ（英語: South Abaco）はバハマの県である。主な集落はサンディー・ポイント（Sandy Point）。

## 隣接行政区画
- セントラル・アバコ
- モーレイズ島

## 交通
- サンディー・ポイント空港（英語版）